# Jorma Karvonen
Jorma Karvonen (* 16. Oktober 1949 in Lammi) ist ein ehemaliger finnischer Orientierungs- und Ski-Orientierungsläufer.
1972 war Karvonen Teilnehmer einer ersten inoffiziellen Ski-Orientierungslauf-Weltmeisterschaft im bulgarischen Welingrad. Dabei belegte er im Einzelwettkampf den zweiten und mit der finnischen Staffel den vierten Platz. 1975 fand im finnischen Hyvinkää die erste offizielle Weltmeisterschaft im Ski-Orientierungslauf statt. Karvonen wurde im Einzellauf Zweiter hinter seinem Landsmann Olavi Svanberg. In der Staffel war das finnische Quartett mit Pekka Pökälä, Heimo Taskinen, Karvonen und Svanberg vor der schwedischen Staffel erfolgreich. Bei der Weltmeisterschaft 1977 wurde Karvonen hinter Örjan Svahn aus Schweden und Pekka Pökälä Dritter. Die finnische Staffel mit Olavi Svanberg, Heikki Hautala, Karvonen und Pökälä wurde disqualifiziert. 
1978 wurde Jorma Karvonen finnischer Meister im Sommer-Orientierungslauf auf der Normaldistanz. Er wurde daraufhin für die Orientierungslauf-Weltmeisterschaft 1978 in Kongsberg nominiert und wurde Einzel-Neunter sowie mit der Staffel, der Urho Kujala, Karvonen, Simo Nurminen und Risto Nuuros angehörten, Dritter.
Karvonen lief in Finnland für die Vereine Lammin Säkiä und Joutsenon Kullervo.

## Platzierungen

### Orientierungslauf
Weltmeisterschaften:
- 1978: 9. Platz Einzel, 3. Platz Staffel

Finnische Meisterschaften:
- Finnischer Meister Normaldistanz 1978

### Ski-Orientierungslauf
Weltmeisterschaften:
- 1975: 2. Platz Einzel, 1. Platz Staffel
- 1977: 3. Platz Einzel, Staffel disqualifiziert

Finnische Meisterschaften:
- Finnischer Meister Staffel 1977